# Ariwara no Motokata
Ariwara no Motokata (jap. 在原元方 Ariwara no Motokata; ur. 888, zm. 953) – syn Ariwary no Muneyany, przybrany syn Fujiwary no Kunitsune. Japoński poeta i dworzanin, tworzący w okresie Heian, namiestnik prowincji Chikuzen. Zaliczany do Trzydziestu Sześciu Średniowiecznych Mistrzów Poezji (Chūko sanjūrokkasen). Czternaście poematów Ariwary no Motokaty zamieszczonych zostało w Kokin wakashū, cesarskiej antologii poezji powstałej w okresie Heian; tanka jego autorstwa otwiera tę antologię.